# Litvánia himnusza
A Tautiška giesmė Litvánia nemzeti himnusza. Szövegét és zenéjét Dr. Vincas Kudirka írta 1898-ban. A dalt 1905-ben publikálták Vilniusban, és 1919-ben lett Litvánia himnusza.

## A himnusz szövegelitvánul
Lietuva, Tėvyne mūsų,
Tu didvyrių žeme,
Iš praeities Tavo sūnūs
Te stiprybę semia.
Tegul Tavo vaikai eina
Vien takais dorybės,
Tegul dirba Tavo naudai
Ir žmonių gėrybei.
Tegul saulė Lietuvoj
Tamsumas prašalina,
Ir šviesa, ir tiesa
Mūs žingsnius telydi.
Tegul meilė Lietuvos
Dega mūsų širdyse,
Vardan tos Lietuvos
Vienybė težydi!